# Matheus Thuler
Matheus Soares Thuler (Río de Janeiro, 10 de marzo de 1999) es un futbolista brasileño. Juega en la demarcación de defensa y su equipo es el Vissel Kobe de la J1 League.

## Trayectoria

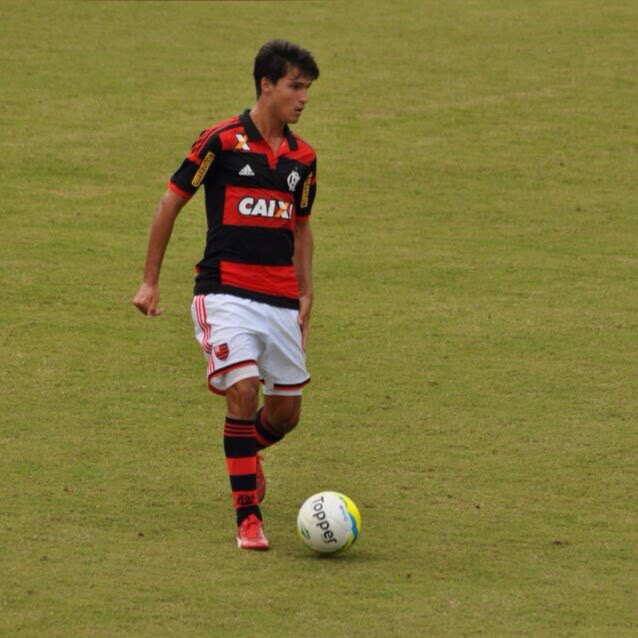
Thuler en Flamengo

### Flamengo
Comenzó su carrera en las inferiores del Flamengo y fue el capitán del equipo en la obtención de la Copa São Paulo de Futebol Júnior 2018.
Fue promovido al primer equipo en la temporada 2017 y debutó el 30 de agosto contra el Paraná en la Primeira Liga.
En 2018 ganó continuidad y disputó cinco encuentros en el Campeonato Carioca. Debutó en la Serie A el 26 de mayo contra el Atlético Mineiro en el estadio Raimundo Sampaio. Jugó junto a su compañero en juveniles Léo Duarte supliendo a los lesionados Juan, Réver y Rhodolfo. Flamengo ganó por 1-0. Anotó su primer gol en la Serie A en el empate 1-1 contra el Palmeiras. El 17 de julio de 2018 renovó su contrato con el club.
En junio de 2021 dio el salto al fútbol europeo tras llegar al Montpellier H. S. C. para la temporada 2021-22. Al término de la misma no fue ejercida la opción de compra incluida en la cesión y regresó a Brasil. Volvió a ser cedido en agosto al Vissel Kobe, equipo que lo acabó fichando en enero de 2023.

## Selección nacional
El 12 de junio de 2018 fue citado para formar parte de la selección de Brasil sub-20.

## Estadísticas
Actualizado al último partido disputado el 20 de agosto de 2025.
| Club                         | Div.          | Temporada     | Liga  | Liga  | Estatal | Estatal | Copas nacionales | Copas nacionales | Copas internacionales | Copas internacionales | Total | Total |
| Club                         | Div.          | Temporada     | Part. | Goles | Part.   | Goles   | Part.            | Goles            | Part.                 | Goles                 | Part. | Goles |
| ---------------------------- | ------------- | ------------- | ----- | ----- | ------- | ------- | ---------------- | ---------------- | --------------------- | --------------------- | ----- | ----- |
| C. R. Flamengo · Brasil      | 1.ª           | 2017          | 0     | 0     | 1       | 0       | —                | —                | —                     | —                     | 1     | 0     |
| C. R. Flamengo · Brasil      | 1.ª           | 2018          | 7     | 1     | 5       | 0       | 0                | 0                | 0                     | 0                     | 12    | 1     |
| C. R. Flamengo · Brasil      | 1.ª           | 2019          | 13    | 0     | 3       | 0       | 0                | 0                | 1                     | 0                     | 17    | 0     |
| C. R. Flamengo · Brasil      | 1.ª           | 2020          | 4     | 0     | 2       | 0       | 2                | 0                | 4                     | 1                     | 12    | 1     |
| C. R. Flamengo · Brasil      | Total club    | Total club    | 24    | 1     | 11      | 0       | 2                | 0                | 5                     | 1                     | 42    | 2     |
| Montpellier H. S. C. Francia | 1.ª           | 2021-22       | 16    | 0     | ―       | ―       | 2                | 0                | ―                     | ―                     | 18    | 0     |
| Montpellier H. S. C. Francia | Total club    | Total club    | 16    | 0     | 0       | 0       | 2                | 0                | 0                     | 0                     | 18    | 0     |
| Vissel Kobe Japón            | 1.ª           | 2022          | 7     | 0     | ―       | ―       | 1                | 0                | 2                     | 0                     | 10    | 0     |
| Vissel Kobe Japón            | 1.ª           | 2023          | 27    | 2     | ―       | ―       | 3                | 0                | ―                     | ―                     | 30    | 2     |
| Vissel Kobe Japón            | 1.ª           | 2024          | 36    | 2     | ―       | ―       | 3                | 0                | 4                     | 0                     | 43    | 2     |
| Vissel Kobe Japón            | 1.ª           | 2025          | 24    | 2     | ―       | ―       | 0                | 0                | 3                     | 0                     | 27    | 2     |
| Vissel Kobe Japón            | Total club    | Total club    | 94    | 6     | 0       | 0       | 7                | 0                | 9                     | 0                     | 110   | 6     |
| Total carrera                | Total carrera | Total carrera | 134   | 7     | 11      | 0       | 11               | 0                | 14                    | 1                     | 170   | 8     |
| 1. 2.                        |               |               |       |       |         |         |                  |                  |                       |                       |       |       |

## Palmarés

### Títulos estatales
| Título             | Club           | Estado         | Año  |
| ------------------ | -------------- | -------------- | ---- |
| Campeonato Carioca | C. R. Flamengo | Río de Janeiro | 2019 |
| Campeonato Carioca | C. R. Flamengo | Río de Janeiro | 2020 |
| Campeonato Carioca | C. R. Flamengo | Río de Janeiro | 2021 |

### Títulos nacionales
| Título                          | Club           | País   | Año  |
| ------------------------------- | -------------- | ------ | ---- |
| Campeonato Brasileño de Serie A | C. R. Flamengo | Brasil | 2019 |
| Supercopa de Brasil             | C. R. Flamengo | Brasil | 2020 |
| Campeonato Brasileño de Serie A | C. R. Flamengo | Brasil | 2021 |
| Supercopa de Brasil             | C. R. Flamengo | Brasil | 2021 |
| J1 League                       | Vissel Kobe    | Japón  | 2023 |
| Copa del Emperador              | Vissel Kobe    | Japón  | 2024 |
| J1 League                       | Vissel Kobe    | Japón  | 2024 |

### Títulos internacionales
| Título              | Club           | Sede            | Año  |
| ------------------- | -------------- | --------------- | ---- |
| Copa Libertadores   | C. R. Flamengo | América del Sur | 2019 |
| Recopa Sudamericana | C. R. Flamengo | América del Sur | 2020 |